# Трговина људима у Грчкој
Грчка је земља транзита, извора и одредишта за жене и дјецу изложене трговини људима, посебно принудној проституцији и условима принудног рада за мушкарце, жене и дјецу. Жене жртве сексуалне трговине долазе првенствено из источне Европе и земаља бившег совјетског блока. Трговци људима користе физичко, емоционално и сексуално злостављање за принуду. Чланство Грчке у Европској унији, заједно са заједничком границом са Турском, значи да земља види огромне токове илегалних имиграната који желе да уђу у ЕУ. Трговци људима такође користе Грчку не само као одредиште, већ и као транзитну станицу, а такође и као земљу порјекла гдје се чак и Гркиње проституишу на путу ка Западној Европи.
Влада Грчке не поштује у потпуности минималне стандарде за елиминацију трговине људима. Влада је постигла јасан напредак у процесуирању кривичних дјела трговине људима и сексуалним услугама, идентификацији жртава, примјени споразума о заштити дјеце жртава са Албанијом и унапређењу превентивних активности. И даље постоји забринутост због полицијског саучесништва у вези са трговином људима, неадекватне идентификације жртава међу грчком обалском стражом, граничном полицијом и вицеполицијом и неадекватним финансирањем невладиних организација за борбу против трговине људима. Економска криза у Грчкој такође отежава алокацију средстава и ресурса за напоре у борби против трговине људима.
Канцеларија за праћење и борбу против трговине људима Стејт департмента ставила је земљу у „Ниво 2“ 2017. године. Земља је 2023. године постављена на ниво 2. У 2023. години, Индекс организованог криминала дао је земљи 5,5 од 10 за трговину људима. Напомиње да су овај злочин контролисале међународне криминалне групе, углавном из Албаније.

## Општи преглед
Канцеларија Уједињених нација за дрогу и криминал (УНОДЦ) дефинише трговину људима као „регрутовање, транспорт, трансфер, скривање или примање особе на начин као што су пријетња или употреба силе или други облици принуде, отмице, преваре или обмана у сврху експлоатације.“ Све земље свијета су погођене трговином људима, било као извор, одредиште или транзитна земља, или као комбинација ове три. Према Међународној организацији рада, процјењује се да је око 2,4 милиона људи жртве трговине људима у било ком тренутку. Процјењује се да свјетска трговина женама вриједи између 7 и 12 милијарди долара годишње; предсједавајући Организације за европску безбедност и сарадњу (ОЕБС) изјавио је да је трговина људима можда чак и претекла трговину дрогом као уносан злочиначки подухват.
Од 2010. године, процјењује се да се 270.000 људи годишње тргује у Европи, са 40.000 жена и дјјеце узраста од 12 до 25 година који се продају у Грчку годишње, као и још већи број оних који се тргују преко Грчке и из Грчке у остатак Европске уније. Страни мушкарци се такође кријумчаре у Грчку у сврху сексуалног рада, али њихов број је углавном непознат.

## Дестинације

### Грчка као дестинација
Према грчком попису становништва из 2001. године, у Грчкој је живјело 797.091 документованих странаца, са великим бројем из Албаније, Бугарске, Румуније и Русије. Десет година прије тога, број легалних имиграната био је само 30.000. До 2009. године, имигрантска популација се проширила на 1,2 милиона у земљи од само 11 милиона грађана - легални имигранти чине више од 10% грчког становништва, а број илегалних имиграната још више повећава проценат имиграната. Експоненцијални пораст миграција у Грчку служи као покриће за трговце људима и олакшава њихов превоз жена за рад у сексуалној индустрији у Грчкој, такође зато што је проституција легална у Грчкој. Због лакоће којом трговци људима могу прикрити стране жртве међу имигрантском популацијом, Грци обично нису циљане жртве трговаца људима; умјесто тога, жене су доведене изван земље да подстакну сексуалну индустрију Жене су доведене у Грчку из различитих мјеста, али велики број долази из источне Европе - пуних 50-55% сексуалних радница у Атини су из земаља бившег совјетског блока. Грчка је такође одредишна земља за велики број трговаца Румуна. Иако се многе стране проститутке могу лако прерушити међу имигрантима у Грчкој, многе грчке жене су добровољно укључене у индустрију проституције. Скоро све проститутке у Грчкој биле су грчке жене прије 1992. године.

### Капија у Европску унију
Велики број трговаца људима се тргује кроз Грчку на путу за Њемачку или друге западне земље. Од 1970-их па надаље, мигранти из Азије и Африке почели су да улазе у Грчку као привремену станицу на путу ка другим, развијенијим западноевропским земљама. Од тада се повећала имиграција у Грчку, легално и илегално, како би се добио приступ остатку Европске уније, а трговци људима су то искористили. Постоје двије главне кријумчарске руте које пролазе кроз Грчку како би стигле до Европске уније. Први је Балканска рута, којом се жртве премјештају са Балкана у Словенију, Мађарску, Италију и Грчку, а одатле у остатак ЕУ. Други је источномедитерански пут, који премјешта жртве из Турске преко Грчке у Бугарску и Румунију. Неки рачуни су процјенили да граница Грчке са Турском служи као улазна тачка "задња врата" за близу 90% илегалних имиграната у Европску унију, а овај број укључује оне који се илегално превозе у сврху сексуалне експлоатације.

## Жртве
Стручњаци се боре да профилирају жртве трговине људима јер долазе из различитих земаља и средина и доживљавају различите облике економске и сексуалне експлоатације и злостављања. Постоје одређене карактеристике које многе жртве у Грчкој дијеле, а суочавају се са сличним изазовима и опасностима чак и након што су спашени.

### Карактеристике
Преко 60% свих миграната у Грчку, легалних и илегалних, су жене, а преко 20.000 жена миграната се годишње тргује да раде у Грчкој. Око 40.000 жена и дјеце узраста од 12 до 25 година сваке године се тргује у Грчкој. Већина ових жена данас је из источноевропских и балканских земаља, као што су Украјина, Русија, Румунија, Албанија, Молдавија, Бугарска и Пољска, али има и приличан број из Африке и Азије. Процјењује се да је више од половине жена којима се тргује у Грчкој само из Русије и Украјине. Једна студија из 2001. године процјењује да је 75% жена које су жртве трговине људима у Грчкој доведено у земљу под лажним изговором и, вјерујући да их у Грчкој чека прилика за законито запослење, изненада се нађу продате онима који су укључени у трговину сексом и пријети им насиље и депортација ако одбију да сарађују, а оне постају превише уплашене да то пријаве. Просјечна старост сексуалног радника у Грчкој се такође смањује, а тренутно износи око 12-15 година. Жене које су жртве трговине људима раде од 6 до 12 сати дневно и виде од 40-110 клијената дневно. Међутим, 70% или више њихове зараде иде власницима бордела или сводницима како би жене држали у дужничком ропству. Жене којима се тргује вјероватно ће се суочити са физичким злостављањем, пријетњама, застрашивањем, емоционалним злостављањем, сексуалним злостављањем и да доживе зависност од дроге и алкохола, повреде усљед насиља и разне проблеме менталног здравља као резултат трауме којој су изложене. Жене које су жртве трговине људима такође често пате од полно преносивих болести и других заразних болести. Истраживање завршено у Атини крајем 1980-их показало је да је 12 од 350 регистрованих проститутки било ХИВ позитивно; крајем 1990-их, 44 анкетиране стране проститутке биле су ХИВ позитивне.

### Изазови након трговине људима
Чак и након што су ослобођени заробљавања ситуација, жртве се могу суочити са симптомима у складу са посттрауматским стресним поремећајем као резултат физичке, емоционалне и сексуалне трауме којој су били изложени. Поред тога, жртве могу бити стигматизована, маргинализована и дискриминисана као резултат својих искустава. Често им је тешко да се врате у своје матичне земље, гдје се више не сматрају угледним женама, а једнако им је тешко да започну нови живот у земљи у коју су прокријумчарени.
Жене ослобођене ситуација трговине људима суочавају се са додатном опасношћу од могућег повратка у трговину сексом, било зато што је то једини живот који познају или зато што нису адекватно заштићене. Процјењује се да 80% жена депортованих из Грчке возом никада не успије да се врати у своју земљу, јер је уобичајена пракса да се трговци људима укрцају у возове и присиљавају их да се врате у Грчку прије него што стигну на одредиште.

## Кријумчари
Трговци људима који су укључени у Грчкој су углавном Албанци, Грци и Руси, и док су Грци такође жртве трговине људима, грчки грађани учествују у трговини не-грчким држављанима. Трговци људима регрутују жртве путем лажних огласа за нискоквалификоване послове са добрим платама, као што су конобарице, дадиље, плесачице или хостесе; једна студија новина у Украјини показала је да су све новине садржавале 5-20 сумњивих огласа. Трговци људима понекад користе правне документе и визе жене како би је одвели у Грчку, а затим их конфискују како не би могла отићи. Поред тога, трговци људима користе пријетње, застрашивање и физичко, емоционално и сексуално злостављање како би контролисали ове жене и присилили их на проституцију.

## Фактори који доприносе трговини људима

### Историјски фактори
Током 1980-их, већина страних проститутки у Грчкој је поријеклом из Азије, тачније Тајланда и Филипина. Међутим, након пада Совјетског Савеза, трговина женама из земаља бившег совјетског блока се брзо проширила јер су жене покушавале да побољшају свој друштвени и економски положај крећући се на Запад. То је значило да би трговци људима могли да их искористе уз обећање посла у западноевропским земљама. Бивше совјетске републике као што су Бјелорусија, Летонија, Русија и Украјина постале су главне земље које шаљу жене којима се тргује. Данас је 50-55% жртава трговине људима у Атини из земаља бившег совјетског блока, а процјењује се да је више од половине жена које су продате у Грчку из Русије и Украјине.

### Политички фактори
Политичка ситуација у Грчкој у вези са имиграцијом, легалном и илегалном, олакшава трговину женама у и кроз Грчку. Грчка је доживјела масовну имиграцију из региона Балкана 1980-их и из Централне и Источне Европе уопште током 1990-их. До 2009. године број легалних имиграната у Грчкој је повећан на 1,2 милиона, или 10% грчког становништва. У вријеме када су се ови имиграциони токови брзо ширили, грчка влада и имиграционе политике нису биле спремне да се носе са тако великим бројем имиграната. Способност Грчке да се носи са мноштвом илегалних имиграната била је још мање развијена. Изазови са којима се Грчка суочава са својом великом популацијом имиграната и спровођење успјешне имиграционе политике омогућава мигрантима који су предмет трговине и приморани на проституцију да прођу кроз пукотине и дозвољава трговцима да их сакрију међу општом мигрантском популацијом.
Чланство Грчке у Европској унији, заједно са њеном географском локацијом између истока и запада, такође доприноси њеној улози транзитне земље на рутама трговине људима. Као капија у Западну Европу, жртве се често тргују преко Грчке како би дошле до других земаља ЕУ. Грчка граница са Турском је такође жариште за илегалне имигранте који желе да пронађу пут у Европску унију; од 1991–2001. преко 2,2 милиона миграната који су илегално ушли у Грчку депортовано је, а велика већина њих је стигла у Грчку преко Турске. У 2001. години, 6.471 имигрант је ухапшен на мору покушавајући да из Турске стигну до Грчке. Процјењује се да 90% илегалних имиграната на цијелом европском континенту улази у ЕУ преко границе Грчке са Турском; овај миграциони број укључује десетине хиљада жртава трговине људима. Дана 20. јануара 2000. потписан је грчко-турски споразум. Обје земље су имале за циљ „борбу против криминала, посебно тероризма, организованог криминала, илегалне трговине дрогом и илегалне миграције“, као дио споразума, поред трговине људима између двије земље.

### Социо-културни фактори
Снажне ксенофобичне тенденције у Грчкој такође доприносе трговини људима. Разне студије и анкете континуирано извештавају о Грчкој као о најксенофобичнијој земљи у Европи. Међу Грцима постоји перцепција да су странци умјешани у организовани криминал. Урођена ксенофобија у Грчкој је дозволила трговину људима извана; етничка пристрасност према Албанцима и другим странцима потенцијално је забранила Грчкој да призна и правилно брине о жртвама које нису грчког поријекла.

## Владини напори за борбу против трговине људима
Постоји неколико међународних стандарда за борбу против трговине људима. Протокол УН за спречавање, сузбијање и кажњавање трговине људима, посебно женама и дјецом, познат и као Протокол из Палерма, поставља универзалне, фундаменталне прописе за међународну организацију и сарадњу у борби против трговине људима. Грчка је потписала Протокол 13. децембра 2000. године и наставила са окончањем процеса ратификације 11. јануара 2011. године. Европска унија је развила одговор на борбу против трговине људима који подупире „3П“ Палермског протокола — кривично гоњење трговаца људима (енг. prosecution of traffickers), заштита жртава (енгл. protection of victims) и спречавање трговине људима (енгл. prevention of trafficking). Од 2000. године, Стејт департмент САД је направио анализу напора у борби против трговине људима по земљама широм свијета која рангира сваку земљу на основу њених напора у борби против трговине људима, што је резултирало годишњим извјештајем о трговини људима (ТИП). Од 2001. до 2003. године Грчка је била стављена на ниво 3 извјештаја о трговини људима, што значи да је влада у суштини игнорисала проблем трговине људима. Како је влада чинила кораке у рјешавању питања трговине људима, она је 2004. премјештена на Листу за праћење нивоа 2, а 2006. године је стављена на ниво 2, гдје остаје од 2012. године.

### Судско процесуирање трговине људима у Грчкој
Влада је показала јасан напредак у кривичном гоњењу преступника трговине људима, иако је случај високог профила саучесништва у трговини људима остао на чекању на суду од 2010. године. Према Закону о странцима из 1975/1991, који је трајао до јуна 2001. године, постојале су казне за трговине људима, али није било закона који би конкретно криминализовао трговину људима. Грчка је 2002. године усвојила закон 3064/2002, први грчки закон који је криминализовао трговину људима и забранио трговину људима ради сексуалне и радне експлоатације. Полиција је спровела 66 истрага о трговини људима у 2009. години, што је повећање од 65 процената у односу на 40 истрага у 2008. години. Влада је пријавила 32 нове осуде за преступнике трговине људима у 2009. години, у поређењу са 21 осудом у 2008. години. Просјечна казна за прекршиоце трговине људима била је приближно 11 година са новчаним казнама. Министарство правде је пријавило двије условне казне у 2009. години. Неки осуђени преступници трговине људима и даље су добијали кауцију док се нису жалили на дуге жалбе. Медији и даље наводе да постоји саучесништво у трговини људима међу неким локалним полицајцима и замјеницима одјељења. У случају који се наводи у Извјештају о трговини људима из 2010. године, жртва трговине људима је наводно силована док је била у полицијском притвору 2006. године. Као позитиван развој догађаја у 2009. години, један активни и један пензионисани службеник задржани су без кауције до кривичног гоњења због наводне умјешаности у трговину људима у вези са сексуалним услугама. Грчка полиција је 2009. године пријавила сарадњу са колегама у Албанији, Бугарској, Италији, Румунији и Русији у случајевима трговине људима. Од 2011. године, Грчка има законе и казне који се односе на члан 2. Европске директиве из 2011. године, који каже да све државе чланице ЕУ морају имати законе који кажњавају трговце људима, без обзира на врсту трговине.

### Заштита
Влада је показала одређени напредак у осигуравању да жртвама трговине људима буде омогућен приступ основним услугама. Прије 2001. године, особа која је живјела од проституције била је кривично гоњена; од тада се примјењују закони који настоје да збрину жртву и умјесто тога казне трговца људима. У 2000. години формирана је Радна група за борбу против трговине људима да идентификује и помаже жртвама, а 2007. године највећи до сада познати ланац трговине људима у Солуну је разбијен. Године 2003. Председничким декретом 223/2003 уведене су мјере за помоћ и заштиту жртава трговине људима. У августу 2004. године развијен је Национални акциони план за спровођење широког спектра напора у борби против трговине људима, укључујући прикупљање чињеница и статистичких података, успостављање процедура за идентификацију жртава, успостављање склоништа, пружање жртвама правног средства и едукацију полиције, судија и других припадника органа за спровођење закона. Министарство здравља је обучило медицинске сестре, пријемно особље, психологе, психијатре и социјалне раднике за идентификацију жртава трговине људима. Слично томе, искусна полиција за борбу против трговине људима наставила је да пружа обуку граничној полицији, потполицији и Обалској стражи Грчке о идентификацији жртава. Грчка је званично идентификованим жртвама трговине људима омогућила приступ правним и медицинским услугама кроз владина склоништа, јавну здравствену заштиту и повремено финансирање невладиних организација.
Године 2005. усвојен је закон 3386/2005 за бољу помоћ жртвама трговине људима; међутим, идентификација жртава је и даље слаба тачка грчких напора у борби против трговине људима. Влада је званично идентификовала само 125 жртава трговине људима у 2009. години, што је напредак у односу на 78 жртава идентификованих 2008. године. Влада је наставила да води краткорочно прихватилиште, које је могло да прими дјецу, поред два дугорочна склоништа за жене. Влада је такође упућивала дјецу жртве у сиротишта или притворске центре који нису имали специјализоване установе за жртве трговине људима. Једна невладина организација је известила да су власти пуштале странце без пратње на улицу уз малу подршку након притвора. Влада је охрабрила жртве да учествују у кривичном гоњењу тако што је понудила период за размишљање од 30 дана, вријеме за које жртве добију хитну његу док разматрају да ли да помогну полицији, али према невладиним организацијама, власти нису увијек обезбједиле период за размишљање досљедно током извјештајног периода. Жртве које су помагале у кривичном гоњењу које спроводи полиција квалификовале су се за привремене, обновљиве боравишне дозволе као законску алтернативу удаљењу. Невладине организације су пријавиле одличну сарадњу са специјализованим полицијским јединицама за борбу против трговине људима. Све у свему, влада није казнила жртве за незаконита дјела која су можда почињена као директна посљедица трговине људима. Међутим, неке невладине организације су извјестиле да су обалска стража и гранична полиција, преоптерећене обрадом избјеглица и миграната без докумената, имале мало времена да користе процедуре идентификације жртава. Као резултат тога, послали су многе потенцијалне жртве, укључујући угрожене малољетнике без пратње, у центре за задржавање миграната, гдје су се често суочавали са лошим условима. Као позитиван развој догађаја, влада је примјенила споразум о репатријацији дјеце са Албанијом, репатријацијом шесторо албанске дјеце жртава у сарадњи са невладиним организацијама.

### Превенција
Влада је показала стабилан напредак у превенцији трговине људима. Државна телевизија је 2009. године емитовала специјалну емисију о трговини људима у Грчкој, поред других програма на ту тему. Министар спољних послова се изјаснио против трговине људима, а од октобра 2009. године невладине организације за борбу против трговине људима су пријавиле јача партнерства са високим званичницима. Влада је, у партнерству са Међународном организацијом за миграције (ИОМ) и невладиним организацијама, обезбједила обуку за борбу против трговине људима за полицијске регруте и команданте, полицију из сусједних земаља и преко 100 судија и тужилаца. Министар спољних послова је обезбједио 155.100 долара за кампању УНИЦЕФ-а о трговини дјецом као глобалном феномену и финансирао кампању подизања свијести јавности коју је произвела ИОМ у којој се трговина људима признаје као проблем у Грчкој. Влада није водила ниједну нову кампању усмјерену на клијенте проституције или кориснице принудног рада. Влада је спровела национални план за борбу против трговине људима који је фокусиран на спровођење закона; међутим, влади је недостајало централно тијело за координацију напора министарстава у борби против трговине људима и праћење резултата у борби против трговине људима. Координација података између агенција остала је ад хок. Грчка влада је омогућила партнерства у борби против трговине људима финансирањем иницијатива у сусједним земљама. Грчки закон предвиђа екстериторијалну надлежност над преступима у вези са сексуалним туризмом дјецом од стране њених држављана. Влада није пријавила ниједно кривично гоњење грчких држављана због дјечијег секс туризма током периода извјештавања. Влада је обучила своје мировне трупе у борби против трговине људима прије него што их је распоредила у иностранство. Од 2011. године Грчка је потписница Протокола УН-а о трговини људима из 2000. године.

## Напори НВО за борбу против трговине људима
Поред владиних напора, неколико невладиних организација или НВО-а такође напредује у борби против трговине људима у Грчкој. НВО су извијестиле да су кашњења у исплати владиних грантова, тешки захтјеви за извјештавање и погоршање јавних финансија створили финансијске потешкоће за пружаоце услуга жртвама трговине људима који зависе од државног финансирања. У 2001. години покренут је пројекат StopNow за подизање свијести и лобирање јавних организација о питањима трговине људима. Фондација за људска права Марангопоулос спроводи и анализира истраживања о трговини женама у Грчкој. Кампања А21, невладина организација основана 2008. године, промовише свијест о трговини људима, рехабилитује и пружа правну подршку жртвама. Године 2009. А21 је отворио кризно склониште за жртве у Солуну и сарађује са грчком владом на пружању помоћи жртвама трговине људима. Министарство спољних послова Грчке блиско сарађује са невладином организацијом „Осмјех дјетета“ на спровођењу програма Амбер алерт који има за циљ помоћ несталој деци жртвама трговине људима. Грчка НВО „КЕПАД“ (Центар за одбрану људских права) ради на успостављању и одржавању мреже или невладиних организација за борбу против трговине људима у региону Балкана које кооперативно раде на борби против трговине људима. Невладине организације, од којих су неке добиле владина средства, пријавиле су да су 2009. године пружиле помоћ за најмање 3.376 жртава трговине људима, што је знатно више од 125 жртава које је идентификовала влада.

## Преостали изазови
Од 2012. године, грчка влада је направила важне кораке у напорима против трговине људима пооштравањем законодавства и повећањем услуга и помоћи жртвама трговине људима у посљедњих неколико година. Међутим, тренутна економска криза у Грчкој увелико је ограничила способност владе да помогне жртвама трговине људима. Тешки економски услови одузели су ресурсе и пажњу од питања трговине људима. Док је земља и даље у економској кризи, средства за разне социјалне услуге и напоре против трговине људима остаће ниска јер се новац за економску помоћ додјељује негдје другдје.